# Koti Agrahara, Arkalgud
Koti Agrahara là một làng thuộc tehsil Arkalgud, huyện Hassan, bang Karnataka, Ấn Độ.